# سارة بالمر يونغ
سارة بالمر يونغ (بالإنجليزية: Sarah Palmer Young)‏ هي كاتِبة وممرضة أمريكية، ولدت في 19 أغسطس 1830 في إثاكا في الولايات المتحدة، وتوفيت في 6 أبريل 1908.